# Alanos
Los alanos (llamados también alauni o halani) eran un grupo étnico de origen iranio relacionado con los sármatas, pastores nómadas muy belicosos de diferentes procedencias, que hablaban una lengua irania y compartían con ellos la misma cultura en muchos aspectos.

## Denominación
Tanto las varias formas para «alano» que se conservan (αλανοί o αλαννοί [alanoí o alannoí] en griego antiguo, o-lan-na en chino clásico) como la forma iron (que utilizan sus descendientes modernos, los osetios para sí mismos) son formas dialectales iranias de la palabra ario. Los antiguos alanos habitaban en la zona en la que supuestamente se incluía a los arios o indo-iranios, los antepasados comunes de los indo-arios y los iranios. La utilización por parte de estos pueblos del término «ario» «iron» «iranio» etc. para autodesignarse era algo común entre ellos.
Los alanos fueron asimismo conocidos a lo largo de la historia por otro grupo de nombres, que incluían las variantes «así» «as» y «os» (yasi en ruso, osi en georgiano).

## Los primeros alanos
Los primeros documentos históricos en los que aparecen nombres que se han relacionado luego con los alanos datan de fuentes coetáneas, la geografía greco-latina y las crónicas de la dinastía china del siglo I a. C. Estrabón, un autor griego nacido en el Ponto (mar Negro) que también trabajó con fuentes persas, a juzgar por las formas que utiliza para denominar a las tribus, menciona en su Geografía (libro xxiii, capítulo 11.v) a los aorsos, a los que asocia con los siracos, señalando que el rey de los primeros, un tal Spadines, podía reunir hasta 200 000 arqueros a caballo a mitad del siglo I a. C. aunque los aorsos del norte, de quienes habían huido como fugitivos, podrían enviar muchos más, ya que dominaban la región costera del mar Caspio. 

Y por lo tanto podían importar camellos de los mercados de India y Babilonia, recibiéndolos a su vez de los armenios y los medos, y también, debido a su riqueza, podían vestir ornamentos de oro. Hoy los aorsos viven en el Tanaïs (río Don) pero los siracos habitan el Acardeo (río Kubán) que fluye de las montañas del Cáucaso y desemboca en el lago Meotis.

Los nombres de lugares y personas que aparecen en las crónicas chinas son objeto de más especulación que las griegas, aunque siglos antes, en la crónica de la dinastía Han, el Hou Han Shu, escrito en el año 488 d. C., se hacía mención a un informe en el que decía que la zona esteparia llamada Yancai era también conocida como Alanliao (阿蘭聊):

El Reino de Yancai (literalmente 'vasta estepa') ha cambiado su nombre a Reino de Alanliao. Su capital es la ciudad de Di. Es una provincia de Kangju (en el centro de Turkestan en Bei'tian, movido más tarde a Taskent en Zhe'she) El clima es suave. Son numerosos los aligustros (ligustrum lucidum) los pinos y la «hierba blanca» (aconitum napellus) Su estilo de vida y de vestimenta son similares a los habitantes de Kangju.

En otro capítulo del Shiji, escrito en el 123 (siglo II a. C.) se informaba de que:

A unos 832 km al noroeste de Kangju está el Estado de Yen-ts'ai. Sus arqueros entrenados ascienden a 100 000. Su estilo de vida es similar al de Kangju. Está situado en el Gran Pantano, que no tiene [más] orilla [y presumiblemente es el mar al norte].

Para intentar adivinar la zona de la que habla, hay que saber que el ri chino del período Han difiere de las unidades básicas de distancia del SI, ya que un ri equivalía a 415,8 metros. El «Gran Pantano» puede ser o bien un cabo del mar de Aral, que está situado no muy lejos de Kangju (entre Taskent y Aralsk hay alrededor de 866 km); o bien las tierras húmedas del delta del Danubio, un obstáculo enorme que entorpecía a los pueblos nómadas que querían internarse al oeste; o bien los aún más impresionantes pantanos del Pripet, en las actuales Bielorrusia y Ucrania. De ese modo, a principios del siglo I, los alanos habían ocupado las tierras al noreste del mar de Azov a lo largo del río Don. Las fuentes escritas sugieren que entre la segunda mitad del siglo I hasta el siglo IV, los alanos tenían la supremacía de las tribus y habrían creado una poderosa confederación de tribus sármatas. Los alanos supusieron un problema para el Imperio romano, ya que efectuaban incursiones tanto en el Danubio como en las provincias del Cáucaso durante los siglos  II y III.
El historiador romano Amiano Marcelino sostenía que: «Casi todos los alanos son altos y bien parecidos. Su pelo es normalmente rubio y sus ojos terriblemente fieros». Asimismo, consideraba que los alanos eran los antiguos masagetos: «Iuxtaque Massagetae Halani et Sargetae», «Per Albanos et Massagetas, quos Alanos nunc appellamus», «Halanos pervenit, veteres Massagetas».
Los hallazgos arqueológicos apoyan las fuentes escritas. P.D. Rau ha identificado restos de los últimos sármatas con los alanos históricos. Basándose en el material arqueológico, fueron una de las tribus nómadas de lengua irania que comenzaron a entrar en el área dominada por los sármatas en los siglos I y II.
Los alanos aparecen por primera vez en los escritos romanos en el siglo I y fueron descritos más tarde como gente belicosa especializada en la cría de caballos. Atacaban con frecuencia el Imperio Parto y las provincias romanas del Cáucaso. En una inscripción del rey parto Vologeses I se puede leer que luchó contra Kuluk, rey de los alanos, en el 11.º año de su reinado.
Esta inscripción está respaldada por el historiador judío contemporáneo Flavio Josefo (37-94), que escribe en su Guerra de los judíos (libro VII, capítulo 8.4) cómo los alanos (a quienes llama tribu escita) que vivían cerca del mar de Azov, cruzaron las Puertas de Hierro en busca de pillaje y que derrotaron a los ejércitos de Pacoro II, rey de Partia, y Tiridates, rey de Armenia, hermanos los dos de Vologeses I (cuya inscripción vimos más arriba):

4. Había una nación llamada de los alanos, que anteriormente habíamos llamado de los escitas, y que habitaban en el Lago Meotis. En estos tiempos esta nación tenía a bien atacar Media y áreas ulteriores con el objetivo de realizar pillaje. Con esa intención hicieron un tratado con el rey de Hircania, ya que él era el amo del paso que el gran Alejandro Magno había cerrado con puertas de hierro. Este rey les dio permiso para atravesarlo y así lo hicieron en grandes multitudes y cayeron sobre los medas sin previo aviso y rapiñaron su país, que encontraron muy habitado, y lo repoblaron de gran abundancia de ganado y nadie se atrevió a oponerles resistencia, ya que Parocos, el rey del país, había huido por miedo hacia lugares de difícil acceso y había cedido todo lo que tenía, conservando solamente a su esposa y a sus concubinas, no sin dificultad, porque tras hacerlas cautivas tuvo que darles cien talentos por su rescate. Estos alanos, por lo tanto, rapiñaron el país sin encontrar oposición y con gran facilidad. Procedían de la lejana Armenia y en su paso habían arrasado con todo. Era Tiridates rey de ese país y se enfrentó y luchó con ellos y por poco cayó prisionero en la batalla, ya que cierto hombre le tiró una red desde gran distancia y lo hubiera agarrado si no llega a ser porque el rey inmediatamente cortó las cuerdas con su espada y huyó. De modo que los alanos, aún más enfadados al ver tal hecho, arrasaron el país y se llevaron consigo a muchísimos hombres y una gran cantidad de lo apresado en ambos reinos, y luego se retiraron a su propio país.

Flavio Arriano marchó contra los alanos en el siglo I y dejó un detallado informe (Ektaxis kata Alanoon o La guerra contra los alanos), que es una de las mayores fuentes para estudiar las tácticas militares imperiales, aunque no revela mucho de su enemigo.

## Los alanos «occidentales» y los vándalos

Alrededor del año 370, los alanos fueron barridos por los hunos y se dividieron en varios grupos, algunos de los cuales huyeron al oeste. Una parte de esos alanos occidentales se unieron a las tribus germánicas de los vándalos y suevos cuando invadieron la Galia romana. Gregorio de Tours destaca en su Liber historiae Francorum (Libro sobre la historia de los francos) que el rey alano Respendial salvó la batalla para los vándalos en un choque con los francos cerca del Rin el 31 de diciembre de 406. Según este historiador, otro grupo de alanos dirigido por Goar cruzaron este río por esas fechas, pero al punto se unieron a los romanos y se asentaron en la Galia.
Si seguimos el derrotero de vándalos y suevos en la península ibérica (la entonces Hispania) en 409, los alanos se asentaron en las provincias de Lusitania y Cartaginense: «Alani Lusitaniam et Carthaginiensem provincias, et Wandali cognomine Silingi Baeticam sortiuntur» (Hidacio). Los vándalos silingos se asentaron en la Bética, los suevos en la Galicia costera y los vándalos asdingos en el resto de Galicia.
En 412, el rey alano Ataces conquistó la ciudad de Emérita Augusta (Mérida) y estableció en ella su corte durante seis años, hasta que en 418 murió en una batalla contra los visigodos, y esta rama de los alanos, por consiguiente, apeló al rey vándalo asdingo Gunderico para que aceptara la corona alana. Aunque algunos de estos alanos permanecieron en Iberia, la mayoría se dirigió al norte de África con los vándalos en 429. Los posteriores reyes vándalos de esta zona se hacían llamar Rex Wandalorum et Alanorum (Rey de los vándalos y de los alanos).
En la Galia, los alanos, en un principio conducidos por Goar, se asentaron en diversas áreas, sobre todo cerca de Orleans y Valence. Bajo este rey se aliaron con los burgundios de Gundahario (Gunther), con quienes entronizaron al emperador usurpador Jovino. Con el sucesor de Goar, Sangibano, los alanos de Orleans desempeñaron un papel crucial al repeler la invasión de Atila en la batalla de los Campos Cataláunicos. Después del siglo V, sin embargo, los alanos de la Galia se sumieron en las luchas territoriales de los francos y los visigodos y dejaron de tener la independencia de antes. Flavio Aecio congregó a numerosos alanos en la región de Armórica para reprimir los levantamientos. El nombre bretón de Alan (antes que el francés Alain) y muchas poblaciones con nombres relacionados con «alano», como Alanville, son considerados popularmente como evidencias de que un contingente de este pueblo se asentó en la Bretaña.
En la península ibérica se centraron en las provincias romanas de Lusitania y Cartaginense. Llegaron a ser conocidos más tarde por sus cacerías masivas y sus perros de pelea, que aparentemente introdujeron en Europa. Una raza de esos canes, que sobrevive en ciertas zonas de Castilla y León, Asturias y el País Vasco, aún lleva el nombre de «alana». Normalmente los utilizaban en las cacerías de osos y para guardar el ganado. Pero no solo eso. Una parte del grupo de alanos germánicos junto con visigodos se establecen en la parte noreste de la península y según la Encyclopædia Iranica dan su nombre a Cataluña, cuyos pobladores se llaman los Got-Alanien.
Actualmente la ciencia genética ha descubierto una distribución geográfica de los marcadores genéticos que ha convencido a algunos investigadores de que existe una conexión entre la antiquísima y profunda herencia sármato-alana y el grupo G de línea paterna del ADN, especialmente el G2 (enlace en inglés).

## Alanos y eslavos
Las tribus alanas que moraban al norte del mar Negro pudieron haberse trasladado hacia el noroeste, hacia la actual Polonia, mezclándose con los pueblos eslavos para convertirse en los ancestros de las naciones eslavas históricas (especialmente serbios y croatas). Inscripciones del siglo III encontradas en Tanais, un pueblo situado a orillas del río Don (Rusia), mencionan una tribu alana de la zona llamada horoatos o horuatos (croatas). El historiador Ptolomeo identifica a los serboi como una tribu sármata que vivía al norte del Cáucaso, y otras fuentes señalan que eran una tribu alana de la estepa del Don-Volga del siglo III.
Existen documentos donde aparecen de nuevo estos nombres en el siglo V, en los que los serboi o serbios se establecieron al este del río Elba, en la actual Polonia occidental, y los croatas en la Galitzia polaca. Las tribus alanas probablemente migraron hacia el noreste y se asentaron entre las tribus eslavas, dominándolas, expulsándolas y finalmente asimilando su cultura. En 620 el Emperador bizantino Heraclio invitó a croatas y serbios a que expulsaran a los ávaros túrquicos, asentándose entre grupos eslavos anteriores y convirtiéndose con el tiempo en los antepasados de los modernos serbios y croatas. Algunos permanecieron en la región del Elba y sus descendientes son los modernos sorbios. Las crónicas bizantinas y árabes del siglo X describen a un pueblo llamado Belochrobati (Croatas Blancos) que vivían en el alto Vístula, un área conocida más tarde como Hrobatia.

## Los alanos «orientales» y los hunos
Otros alanos permanecieron bajo el dominio de los hunos. Estas tribus orientales, aunque dispersas a lo largo de las estepas hasta la Edad Media, fueron obligadas a dirigirse al Cáucaso cuando entraron los mongoles, donde se convirtieron en los modernos osetos. Su adalid más famoso fue Aspar, el magister militum del Imperio bizantino durante la década de 460. Asimismo, conformaron una red de alianzas tribales entre los siglos IX y XII.

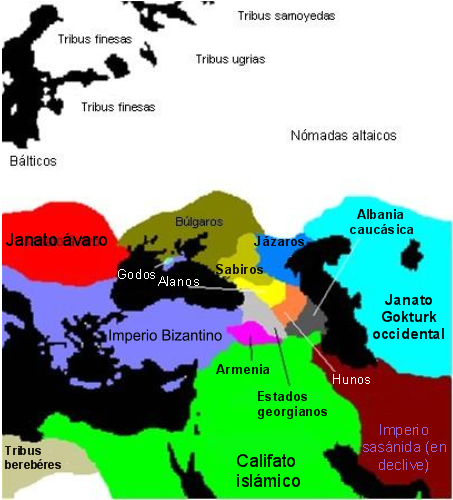
Mapa con la localización de los alanos 650 d. C.

La Alania medieval.

## La Alania medieval
En el siglo VIII surgió un reino alano consolidado, llamado en las crónicas de la época Alania, en las montañas del Cáucaso septentrional, aproximadamente en lo que hoy en día es Circasia y Osetia del Norte-Alania. Su capital era Maghas y desde ahí controlaban la importantísima ruta comercial del Paso de Daryal. En la época tenía una salida al mar, hacia la antigua ciudad portuaria de Phasis (Poti), en la Cólquide (Georgia occidental).
En los primeros años del siglo IX, el reino alano del Cáucaso cayó bajo el Janato jázaro. Eran fieles aliados de los jázaros y les apoyaron contra la coalición conducida por Bizancio durante el reinado del rey jázaro Benjamín. Según el autor anónimo del Documento de Cambridge o Carta de Schechter, muchos alanos se habían convertido al judaísmo en esta época. Sin embargo, a principios del siglo X, cayeron bajo la influencia del Imperio bizantino, seguramente debido a la conversión de su líder al cristianismo. Los bizantinos, que habían adoptado una política exterior antijázara, involucraron a los alanos en una guerra contra el Janato durante el reinado de Aarón II, aproximadamente por el año 920. Los alanos fueron derrotados y su rey capturado. Según las fuentes musulmanas, como la crónica de Al-Masudi, los alanos abandonaron el cristianismo y expulsaron a los misioneros y al clero bizantinos precisamente en estos años y a causa de estos hechos. El hijo de Aarón se casó con la hija del rey alano y así Alania se alió de nuevo con los jázaros hasta el colapso de estos en 960.
A partir de ahí, los reyes alanos se aliaron con frecuencia con los bizantinos y con varios gobernantes georgianos en busca de protección contra las incursiones de los pueblos de la estepa, como los pechenegos y los cumanos (polovtsianos). Su alianza con Georgia culminó en 1187, cuando el príncipe alano David Soslan se casó con la reina Tamara. Las princesas alanas medievales también se desposaron con los gobernantes rusos descendientes de Riúrik más de una vez. Por ejemplo, santa María Oseta, que fundó el Convento de las Princesas en Vladímir, era la esposa de Vsevolod III y abuela de Alejandro Nevski.

## Religión, lengua e historia tardía
En los siglos IV y V los alanos fueron cristianizados en parte por misioneros bizantinos de la iglesia arriana. En el siglo XIII, los recién llegados mongoles invadieron la zona y empujaron a los alanos orientales mucho más al sur del Cáucaso, donde se mezclaron con los nativos y fueron formando sucesivamente entidades territoriales con desarrollos muy diferentes. Aproximadamente en 1395, el ejército de Tamerlán invadió el norte del Cáucaso y masacró a la mayoría de la población alana.
Con el tiempo, la provincia de Digor fue quedando bajo la influencia islámica y kabardí; de hecho fue a través de estos últimos (una tribu circasiana del este) que el islam se introdujo en la región en el siglo XVII. Los tuallag en el sur se quedaron en lo que hoy es Georgia y los irones, el grupo del norte, permanecieron en la parte rusa tras 1767, lo que afianzó considerablemente la fe ortodoxa. Muchos de los osetios de hoy son cristianos ortodoxos.
Los descendientes lingüísticos de los alanos, que viven en varias repúblicas autónomas de Rusia y Georgia, hablan el osético, que pertenece al grupo de lenguas iranias nororientales, como único sobreviviente del dialecto escito-sármata que en su día se extendía por la estepa del mar Negro y Asia Central. El osético moderno tiene dos dialectos principales: el digor, que se habla en la parte occidental de Osetia del Norte; y el iron, que se habla en el resto de la república. Una tercera rama, el jassico (jász), se hablaba antiguamente en Hungría. La lengua literaria, basada en el dialecto iron, fue fijada por su poeta nacional, Kostá Jetagúrov (1859-1906).
Hay una pequeña comunidad en el oeste de Irak cuyos integrantes se denominan a sí mismos alanis. Parece que tienen antepasados iranios o turcos y son musulmanes suníes. El nombre de alanis probablemente lo adoptaron en un intento de reclamar para sí la descendencia de la legendaria tribu. Sin embargo, están muy arabizados. Presentan muchas similitudes raciales con los caucasianos y utilizan incluso «alani» como apellido. No es raro encontrar personas pelirrojas o rubias entre ellos, aunque al casarse comúnmente con los árabes tienen ahora una gran variedad de fenotipos: hay algunos que presentan rasgos mongoloides, lo que podría probar que tienen antepasados altaicos y no iranios, ya que las tribus túrquicas poseen un gran porcentaje de sangre mongola. En ocasiones se les ha relacionado con las doce tribus perdidas de Israel, con los hunos, con los jázaros y, por supuesto, con el ejército tártaro del jan Hulagu que invadió Irak. La última teoría la desarrollaron los chiíes, quienes aborrecen a los alanis por su gran influencia política y cultural en la sociedad iraquí. Los chiíes extremistas los tildan de «perros sucios» y «cerdos» que deben ser exterminados por completo. La conexión histórica con los alanos está basada, no obstante, en leyendas y habladurías. Racialmente son diferentes de los árabes semitas, puesto que se parecen más a la rama altaica. Probablemente hayan venido de Siberia y Asia Central en el año 478 d. C., según una leyenda que los situaba en el norte del Cáucaso o Turkestán.
Sus descendientes directos son los Osetios.